# Čadraže
Čadraže este o localitate din comuna Šentjernej, Slovenia, cu o populație de 76 de locuitori.